# 3月19日
3月19日是公历一年中的第78天（闰年第79天），离全年的结束还有287天。

## 大事记

### 20世紀以前
- 1279年：南宋宰相陆秀夫带着末代皇帝赵昺在崖门海战败给元朝军队后投海自尽，宋朝灭亡。
- 1536年：中国建昌（今西昌市）发生地震，压死军民客商人等近10,000人，伤者不计其数。
- 1563年：法國攝政凱薩琳·德·麥地奇頒布《昂布瓦斯和約》，結束第一次法國宗教戰爭。
- 1796年：法国督政府推動新闻自由。
- 1812年：西班牙卡迪斯議會通過《西班牙憲法》，是世界上最早的成文憲法之一。
- 1853年：太平军攻陷江宁府，随后改名为天京并定都于此。

### 20世紀
- 1915年：美国洛厄尔天文台首次拍摄到两张带有模糊冥王星图像的照片，但未将其识别为行星。
- 1932年：位于澳洲悉尼的悉尼港湾大桥举行开通典礼，为世界上最高的钢铁拱桥。
- 1941年：中国民主同盟成立。
- 1944年：郭沫若《甲申三百年祭》发表。
- 1945年：第二次世界大战：日军一架俯冲轰炸机突袭并命中美国富蘭克林號航空母艦，造成800船员死亡并且船体严重受损。
- 1946年：美国驻华军事顾问团在南京成立。
- 1962年：阿爾及利亞民族解放陣線與法國政府在埃維昂萊班簽訂停火協議，阿爾及利亞戰爭結束。
- 1966年：获第38届奥斯卡最佳影片奖。
- 1971年：香港軍方將埋藏於九龍土瓜灣新山道的一千磅炸彈移走。
- 1976年：駐港英軍最後一批軍騾撤出香港。
- 1978年：聯合國安全理事會針對南黎巴嫩衝突通過第425號決議，決定向黎巴嫩派駐維持和平部隊。
- 1979年：乌干达总统伊迪·阿明被推翻。
- 1979年：致力于探讨美国政府政策等公共事务议题之有线电视节目C-SPAN电视联播网首次播出。
- 1982年：阿根廷军队占领英国在大西洋南部的岛屿南乔治亚，成为后来福克兰战争爆发的起因。
- 1986年：《中华人民共和国矿产资源法》公布。
- 1991年：孟加拉民族主义党主席卡莉达·齐亚出任孟加拉首位女總理。
- 1997年：新疆考古所宣布在塔克拉玛干沙漠深处找到丹丹乌利克遗址。
- 1997年：台灣第三度爆發嚴重豬隻口蹄疫疫情。[1]

### 21世紀
- 2004年：中国第一个IPv6主干网CERNET2试验网正式宣布开通，这代表着中国自主开发下一代互联网技术进入了冲刺阶段，CERNET2的建成对中国互联网技术的升级有着根本性的示范作用。
- 2004年：中华民国总统陳水扁在总统选举投票的前一天遭到槍擊受傷，三一九枪击事件发生。
- 2011年：在聯合國安全理事會決議實施禁飛後，數個國家開始對利比亞內戰展開武裝干涉。
- 2018年：地球上最後一頭雄性北白犀在肯尼亚逝世。[2]
- 2020年：大眾書局宣布，受零售巿道持續低迷影響，香港旗下16間書店由3月19日起全線結業，未來資源將集中在教育出版、電子教學和教育服務。
- 2021年：朝鮮因不滿馬來西亞將該國公民引渡至美國而宣布與其斷交，馬來西亞隨後驅逐朝鮮大使館（朝鲜语：주말레이시아 조선민주주의인민공화국 대사관）的外交人員。[3][4]
- 2023年：瑞銀集團以30億瑞士法郎收購瑞士信貸集團。
- 2024年：香港立法會三讀通過《維護國家安全條例》，完成擱置20多年的基本法第二十三條立法進程。

## 出生
- 1434年：足利義勝，日本室町幕府第7代征夷大將軍（1443年逝世）
- 1534年：何塞·安切塔，西班牙耶穌會傳教士（1597年逝世）
- 1542年：扬·扎莫厄斯基，波兰立陶宛联邦贵族、政治家、军事家（1605年逝世）
- 1604年：約翰四世，葡萄牙國王（1656年逝世）
- 1813年：大衛·李文斯頓，英國探險家、傳教士（1873年逝世）
- 1815年：何塞·馬里亞·蒙特阿萊格雷，哥斯大黎加政治人物，第3任哥斯大黎加總統（1887年逝世）
- 1849年：阿爾弗雷德·馮·鐵必制，德國海軍元帥（1930年逝世）
- 1858年：康有为，清代政治家、思想家（1927年逝世）
- 1860年：威廉·詹寧斯·布萊恩，美國律師、演說家、政治人物，第41任美國國務卿（1925年逝世）
- 1871年：瑪麗·韋策拉，奧匈帝國皇儲魯道夫的情婦（1889年逝世）
- 1873年：馬克斯·雷格，德國作曲家、鋼琴家（1916年逝世）
- 1875年：张作霖，奉系軍閥首領，北洋政府國家元首（1928年逝世）
- 1883年：约瑟夫·华伦·史迪威，美國軍事家（1946年逝世）
- 1885年：瑪格麗特·哈伍德，美國天文學家（1979年逝世）
- 1891年：厄爾·沃倫，美國法學家、首席大法官（1974年逝世）
- 1900年：弗雷德里克·約里奧-居禮，法國物理學家，1935年諾貝爾化學獎得主（1958年逝世）
- 1905年：亞伯特·史佩爾，德國建築師、政治人物（1981年逝世）
- 1906年：阿道夫·艾希曼，納粹德國奥地利前纳粹党卫军少校（1962年逝世）
- 1908年：喬治·羅傑，英國攝影師（1995年逝世）
- 1911年：彭德，英國漢學家、香港人口調查處處長（1987年逝世）
- 1919年：武忠弼，中國病理學家、醫學教育家、社會活動家（2007年逝世）
- 1927年：艾倫·紐厄爾，美國計算機科學家（1992年逝世）
- 1938年：東方白，台灣作家
- 1943年：弗里茨·施密特，德國男子曲棍球運動員。（2024年逝世）
- 1947年：葛倫·克蘿絲，美國女演員
- 1952年：哈維·溫斯坦，美国電影監製和米拉麥克斯影業聯合創始人
- 1955年：任達華，香港演員
- 1955年：布魯斯·威利，美国男演員
- 1958年：史擷詠，台灣作曲家（2011年逝世）
- 1963年：洪榮宏，台灣歌手
- 1966年：秦剛，中國外交官，前任中國外交部長
- 1969年：黃鈞瑜，台灣棒球教練
- 1969年：譚耀文，香港歌手、演員
- 1971年：娜嘉·奧爾曼，德國名模
- 1972年：稻森泉，日本演員
- 1975年：徐若瑄，台灣演員
- 1975年：姜超，中國演員
- 1975年：葉念琛，香港男演員
- 1976年：于小偉，中國男演員
- 1977年：傅晶，中國演員
- 1977年：艾邦·摩斯-貝克許，美國男演員
- 1978年：蕾恩卡·克莉帕克，澳大利亚歌手、演员
- 1980年：邱薇而，台灣女記者
- 1980年：下川美娜，日本歌手
- 1981年：吳亭欣，香港女演員
- 1981年：押見修造，日本漫畫家
- 1981年：金来沅，韓國男演員
- 1981年：科洛·图雷，科特迪瓦足球运动员
- 1983年：增元拓也，日本男性聲優
- 1984年：魏如昀，台湾歌手
- 1985年：鄲奴什麗·杜塔，印度演員
- 1986年：鄭如吟，台灣藝人
- 1986年：安妮·芙雅利茨娜，俄羅斯模特兒
- 1987年：鄭宜農，臺灣女藝人
- 1987年：李致林，香港配音員
- 1987年：李周妍，韓國女子偶像團體After School成員
- 1988年：克萊頓·克蕭，美國職業棒球運動員
- 1989年：矢野獎吾，日本男性聲優
- 1989年：文森特·漢考克，美國男子射擊運動員
- 1990年：徐冬冬，中國女演
- 1990年：謝依霖，台灣女演員
- 1990年：陳庭萱，台灣女子偶像團體Popu Lady成員
- 1991年：長谷川理穗，日本AV女優、寫真模特兒
- 1993年：管其慧，台灣模特兒、女藝人
- 1993年：凌晞，香港配音員
- 1993年：大童澄瞳，日本男性漫畫家
- 1993年：哈基姆·齊耶赫，摩洛哥職業足球运动员
- 1994年：黃子鵬，臺灣職業棒球運動員
- 1995年：林高遠，中國男子乒乓球運動員
- 1995年：埃克托尔·贝列林，西班牙足球运动员
- 1996年：林凱威，臺灣職業棒球運動員
- 1996年：鄧偉德，新加坡男演員、模特兒
- 1997年：郭東延，韓國男演員
- 1998年：宇野愛海，日本女演員
- 1998年：宮脇咲良，日本女子偶像團體HKT48前成員、韓國女子偶像團體前IZ*ONE、LE SSERAFIM成員
- 2000年：袁一琦，中國女偶像，前中國女子偶像團體SNH48成員
- 2001年：宋恩奭，韓國男子偶像團體RIIZE成員
- 2004年：盧安娜·阿隆索，巴拉圭女子游泳運動員
- 生年不詳：張遨揚，香港影視製作人
- 生年不詳：石見翔子，日本漫畫家
- 生年不詳：中惠光城，日本女性聲優

## 逝世
- 245年：陆逊，三国时期军事家、政治家（183年出生）
- 304年：司馬乂，西晉長沙王，八王之亂中其中一王（277年出生）
- 1279年：陆秀夫，宋末政治家，左丞相（1237年出生）
- 1279年：宋少帝赵昺，宋朝末代皇帝（1272年出生）
- 1279年：张世杰，宋朝大將（生年不詳）
- 1687年：羅伯特·德·拉薩勒，法國探险家（1643年出生）
- 1721年：教宗克勉十一世，羅馬主教（1649年出生）
- 1897年：安托萬·達巴迪，法國科學家、探險家（1810年出生）
- 1930年：阿瑟·貝爾福，英國首相（1848年出生）
- 1930年：威爾弗雷德·伏尼契，波蘭革命家、古物研究者、藏書家（1865年出生）
- 1952年：羅伯特·格林，法國記者，首任國際足球聯合會會長（1876年出生）
- 1987年：路易·德布羅意，法國物理学家，1929年诺贝尔物理奖得主（1892年出生）
- 1988年：慎芝，台灣製作人（1928年出生）
- 1996年：莉澤·奧斯特加德，丹麥心理學家、政治人物（1924年出生）
- 1996年：陈景润，中国数学家（1933年出生）
- 2008年：亞瑟·查理斯·克拉克，美國科幻小說家（1917年出生）
- 2008年：瞿希贤，中国女作曲家（1919年出生）
- 2011年：克努特，著名北極熊（2006年出生）
- 2011年：洪秀惠，台灣著名愛狗人士[5]
- 2012年：朱克，香港電影導演（1919年出生）
- 2018年：洛夫，台灣詩人（1928年出生）
- 2018年：蘇丹，已知的最後一頭雄性北白犀牛（1973年出生）
- 2022年：顧寶明，台灣男演員（1950年出生）
- 2022年：安德烈·帕利，俄羅斯海軍一級上尉（1971年出生）
- 2022年：何魯麗，中华人民共和国党和国家领导人，民革中央原主席，全国人大常委会原副委员长，全国政协原副主席（1934年出生）
- 2023年：波希瓦·圖伊奧內托阿，湯加會計師、政治人物，第14任東加總理（1951年出生）
- 2025年：趙燕俠，中國京劇表演藝術家（1928年出生）
- 2025年：盧國沾，香港填詞人（1949年出生）

## 节假日和习俗
- 西方基督教：聖若瑟瞻禮
- 日本：音樂之日（ミュージックの日）
- 西班牙：工程師節